# Say My Name
《Say My Name》是美國女子團體天命真女於1999年發行的熱門單曲，收錄於她們的第二張錄音室專輯《The Writing's on the Wall》中。這首歌由團員與多位創作者共同譜寫，並由著名製作人操刀製作。歌曲封面和錄音版本呈現的是天命真女的原始成員陣容，但在音樂錄影帶中，則引入了新成員米歇爾和法拉的加入。
《Say My Name》是天命真女最成功的單曲之一，不僅成為她們第二首登上美國告示牌百大單曲榜冠軍的歌曲，還在澳洲、比利時、加拿大、法國、冰島、荷蘭、紐西蘭、挪威、波蘭及英國等多個國家進入前十名。這首歌在2001年的葛萊美獎上榮獲「最佳R&B團體/二重唱表現獎」及「最佳R&B歌曲獎」，並入圍「年度制作」及「年度歌曲」等大獎。
《Say My Name》的音樂錄影帶在2000年榮獲MTV音樂錄影帶大獎的「最佳R&B錄影帶」。此外，這首歌也贏得了靈魂列車「年度最佳R&B/Soul單曲（團體、樂隊或二重唱）」獎以及廣播音樂公司流行音樂獎的「年度播放次數最多歌曲」獎。告示牌將這首歌列為「史上100首最偉大女子團體歌曲」的第七名，並稱其為2000年的最佳歌曲。2021年，《滾石》雜誌將《Say My Name》列為「五百大歌曲」第285名，而Pitchfork則在2022年將其排在「1990年代最佳250首歌曲」的第八名。

## 創作與製作
《Say My Name》是天命真女首次與製作人兼創作人羅德尼·傑金斯合作的作品，當時他是被邀請來參與她們第二張專輯製作的多位音樂人之一。這首歌的最初試聽版採用了不同的風格，傑金斯透露這個版本的靈感來自於他在倫敦夜店裡聽到的2-step garage音樂風格。然而，在正式創作這首歌時，主唱碧昂絲對於當時的編曲並不滿意，認為編曲「太複雜」，聽起來像個「叢林」。
在專輯拍攝期間，碧昂絲的父親兼經紀人馬修·諾爾斯到錄音室告訴她，傑金斯已經重新混音了她「不喜歡」的這首歌，並請她再聽一次新版本。當重新製作的編曲播放給團員們時，她們最終對這個改良版感到滿意，這也促成了《Say My Name》的誕生。

## 音樂與歌詞
《Say My Name》歌詞描述了一位女性主角懷疑她的戀人在劈腿，並在通話中要求對方說出她的名字。當男方猶豫不決時，女主角便認為他是不想讓另一位正在場的女孩知道她的存在。製作人羅德尼·傑金斯在編曲上，運用了變換多樣的音樂元素，包括切分節奏的808鼓機編程、合成弦樂和70年代風格的哇音吉他，營造出一種不斷變化的音樂氛圍。
在這首歌中，碧昂絲主唱了主歌和橋段，並在副歌中帶領主旋律，而凱莉則負責和音的第二部分。勒托雅在前副歌和第二段副歌中演唱高音和音，而拉塔維婭則在前副歌與勒托雅一同演唱，並在第二段副歌中唱底音和音。這樣的和聲安排，使得歌曲在情感表達上更加豐富且層次分明，是天命真女標誌性的音樂特色之一。

## 發行
《Say My Name》首次於1999年10月14日在日本以加大單曲形式發行，內含多種版本的《Bug a Boo》作為B面歌曲。隨後，這首歌於2000年1月31日在澳洲發行，並收錄了《Bills, Bills, Bills》的專輯版本。在美國，這首歌從1999年11月開始在部分電台播放，並於2000年1月10日正式送至都市當代電台進行推廣，最終在2000年2月29日以四種格式：CD、加大單曲、12吋黑膠和卡帶形式發行。
《Say My Name》的單曲版本包含了多種混音版本，其中包括由提姆巴蘭、莫里斯·喬舒亞和Dreem Teem等知名製作人製作的混音。提姆巴蘭的混音版本更邀請了Static Major和提姆巴蘭本人參與。除此之外，這首歌還在2000年3月至4月期間於法國多個地區 、英國和德國等地區以不同版本推出。

## 商業表現
《Say My Name》首次在美國告示牌百大單曲榜上排名第83位，隨著實體版本的發行，這首歌在第13週時躍升至榜首，首週銷量達到13.4萬張，成為天命真女歷時最久才登頂的冠軍單曲。這首歌在告示牌百大單曲榜上共停留了32週，並成為2000年美國十大最暢銷的CD單曲之一。它同時也在告示牌的電台歌曲榜和熱門R&B/嘻哈歌曲榜上分別蟬聯三週冠軍，是天命真女在美國的第三暢銷單曲，僅次於《No, No, No》和《Bills, Bills, Bills》，並成為她們的第三張獲得美國唱片業協會金唱片認證的單曲。
在英國，《Say My Name》是天命真女當時在當地最成功的單曲，最高登上英國單曲榜第三名，並銷售超過19萬張。這首歌也幫助她們打入亞洲市場，當時R&B音樂在當地正逐漸獲得廣泛播放。在菲律賓，這首歌更成為歷史上R&B女子團體連續蟬聯榜首最長時間的單曲，共持續七週。在澳洲，這首歌是繼TLC的《No Scrubs》後，第二首登上澳洲唱片業協會單曲榜榜首的R&B女子團體單曲，並助推專輯《The Writing's on the Wall》達到多白金銷量。

## 音樂錄影帶

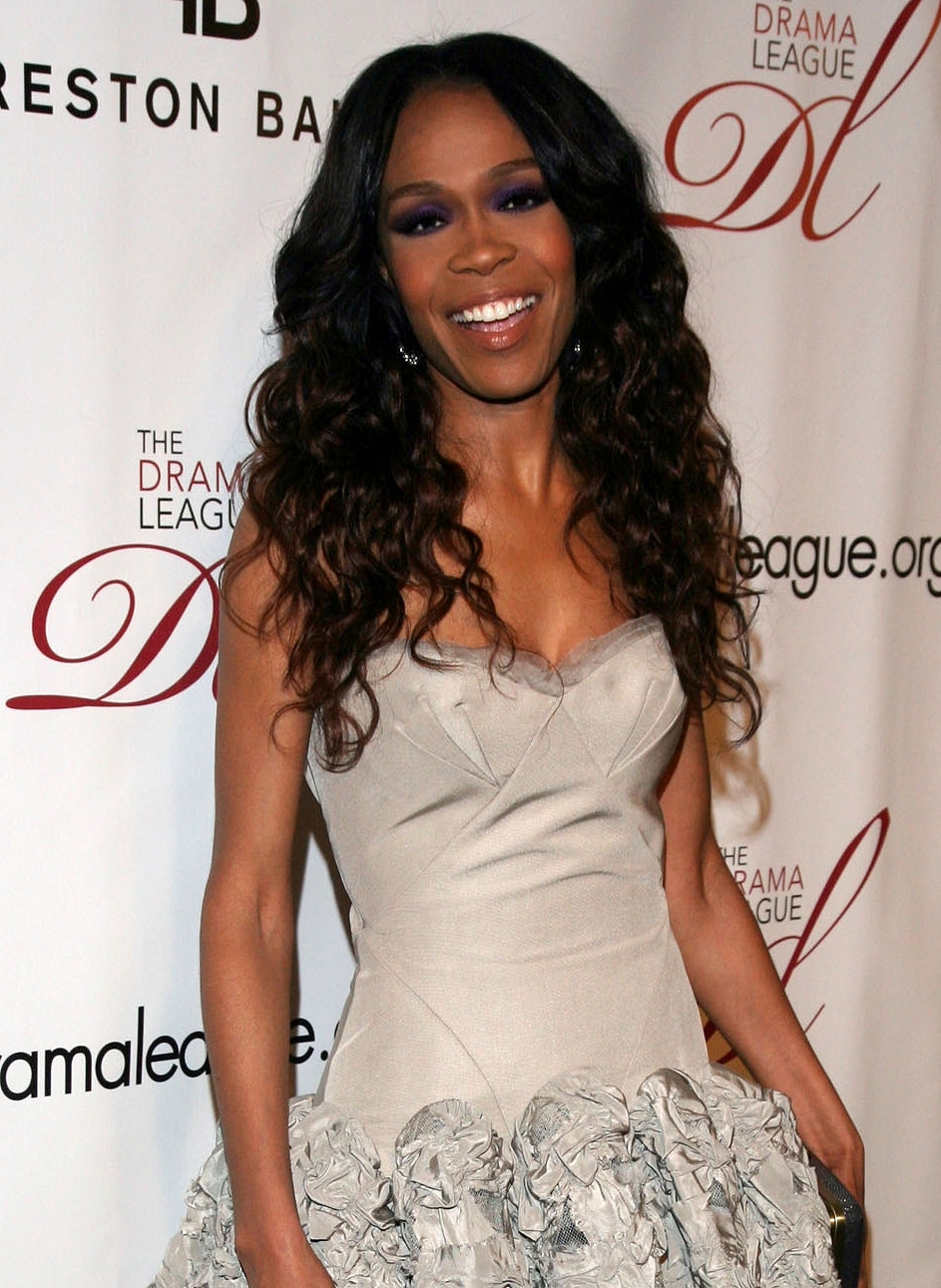
《Say My Name》的音樂錄影帶標誌著天命真女新成員米歇爾和法拉的首次亮相。

1999年12月，組合成員間因經紀人兼碧昂絲的父親馬修·諾爾斯被指控偏袒碧昂絲和凱莉而發生內部糾紛，原成員拉塔維婭和勒托雅在2000年1月遭到解雇。當月，馬修隨即招募了法拉和米歇爾頂替兩人的位置，而這次人事變動是在原成員毫不知情的情況下進行的。隨後，新的陣容在《Say My Name》的音樂錄影帶中登場，因時間緊迫，新成員們必須迅速學習舞步，錄影帶於2000年2月15日在MTV和BET同步首播，並發布了成員變更的官方聲明。雖然拉塔維婭和勒托雅沒有參與錄影帶的拍攝，但她們的聲音仍保留在歌曲中，而新成員的聲音則未出現在錄音版本中。
錄影帶由導演約瑟夫·卡恩執導，影片展示了四位成員與兩位女舞者及一位男舞者在不同顏色主題的房間中表演唱歌和跳舞的畫面。凱莉身處藍色房間，碧昂絲在橙色房間，法拉在紅色房間，而米歇爾則在白色房間。在第一段主歌和副歌之後，四位成員與家具快速切換至彼此的房間。隨後，她們聚集在一個像車庫般的房間，穿著黑色PVC褲和橙色上衣，與全身黑衣的舞者一同表演。這支充滿視覺衝擊的音樂錄影帶展現了天命真女的全新面貌，並為她們的音樂生涯翻開了嶄新的一頁。

## 音樂傳承
2011年，《NME》將這首歌列為「過去15年最佳歌曲」中的第58名，並在《Pitchfork》的「2000年代最佳500首歌曲」中位居第131名。在VH1的「90年代最佳100首歌曲」榜單中，《Say My Name》名列第17位。2021年，《滾石》雜誌將這首歌列入「五百大歌曲」中的第285名，而在2022年，《Pitchfork》則將其列為「90年代最佳250首歌曲」中的第八名。
來自《紐約客》的Jody Rosen表示，碧昂絲在《Say My Name》中靈活的類饒舌唱腔，創造了一種在此之前從未出現過的音樂風格。他指出，如果這種唱法如今看來顯得「平常」，那是因為碧昂絲和她的眾多追隨者已經重新塑造了我們的聽覺習慣。《Say My Name》憑藉其創新的音樂結構和豐富的情感表達，成為了流行音樂不可或缺的一部分，並為日後的R&B音樂奠定了風格基礎。

## 曲目
| US CD and cassette single 1. "Say My Name" (album version) – 4:28 2. "Say My Name" (Timbaland remix) – 5:01 US maxi-CD single 1. "Say My Name" (album version) – 4:28 2. "Say My Name" (Timbaland remix) – 5:01 3. "Say My Name" (Maurice's Last Days of Disco Millennium mix) – 7:35 4. "Say My Name" (Daddy D Remix with rap) – 4:48 5. "Say My Name" (album version featuring Kobe Bryant) – 4:27 US 12-inch single A1. "Say My Name" (album version featuring Kobe Bryant) – 4:27 A2. "Say My Name" (Daddy D Remix with rap) – 4:48 A3. "Say My Name" (Maurice's Last Days of Disco Millennium mix) – 7:35 B1. "Say My Name" (album instrumental) – 4:31 B2. "Say My Name" (Daddy D Remix instrumental) – 4:48 B3. "Say My Name" (Maurice's Old Skool dub mix) – 7:35 UK CD1 1. "Say My Name" – 4:28 2. "Say My Name" (Storm Mix by Tariq) – 4:35 3. "Say My Name" (Timbaland remix) – 5:01 UK CD2 1. "Say My Name" (Dreem Teem club mix) – 5:45 2. "Say My Name" (Noodles mix) – 5:17 3. "Say My Name" (Maurice's Bass 2000 mix) – 4:20 | European CD1 1. "Say My Name" (radio edit) – 3:46 2. "Say My Name" (Timbaland remix) – 5:02 European CD2 1. "Say My Name" (album version) – 4:28 2. "Say My Name" (Timbaland remix) – 5:01 3. "Say My Name" (album version featuring Kobe Bryant) – 4:27 4. "Say My Name" (Daddy D remix without rap) – 4:48 Australian and New Zealand CD single 1. "Say My Name" (album version) – 4:31 2. "Say My Name" (a cappella) – 4:31 3. "Say My Name" (instrumental) – 4:31 4. "Bills, Bills, Bills" (album version) – 4:00 5. Multimedia Japanese CD single 1. "Say My Name" (album version) – 4:31 2. "Bug a Boo" (Refugee Camp remix featuring Wyclef Jean) 3. "Bug a Boo" (Maurice's Xclusive Bug a Boo club mix) 4. "Bug a Boo" (Maurice's Bug a Dub mix) |

## 製作人員名單
《Say My Name》錄製及混音於加州北好萊塢的Pacifique錄音室，以下是完整參與製作的工作人員名單：
- Rodney Jerkins – writing, all music, production
- Fred Jerkins III – writing
- LaShawn Daniels – writing, vocal production, recording
- Beyoncé Knowles – writing
- LeToya Luckett – writing
- Kelly Rowland – writing
- LaTavia Roberson – writing
- Brad Gildem – recording
- Jean-Marie Horvat – mixing

## 榜单
| 榜单（2000年）                          | 最高 排位 |
| --------------------------------------- | --------- |
| 澳大利亚（澳大利亚唱片业协会單曲榜）    | 1         |
| 比利时佛兰德（Ultratop五十强单曲榜）    | 19        |
| 比利时瓦隆（Ultratop五十强单曲榜）      | 7         |
| 加拿大（《RPM》热门单曲榜）             | 4         |
| 加拿大（《RPM》舞曲/城市榜）            | 4         |
| Canada (Nielsen SoundScan)              | 9         |
| Europe (European Hot 100 Singles)       | 11        |
| 法国（法國唱片出版業公會單曲榜）        | 10        |
| 德国（德國官方單曲榜）                  | 14        |
| Iceland (Íslenski Listinn Topp 40)      | 7         |
| 愛爾蘭（愛爾蘭唱片音樂協會单曲榜）      | 15        |
| 荷兰（荷蘭四十強單曲榜）                | 4         |
| 荷兰（百强单曲榜）                      | 7         |
| 新西兰（新西兰唱片音乐协会单曲榜）      | 4         |
| 挪威（世道單曲榜）                      | 8         |
| Poland (Music & Media)                  | 2         |
| 蘇格蘭（官方榜单公司單曲榜）            | 13        |
| 瑞典（瑞典最熱榜）                      | 16        |
| 瑞士（瑞士热门音乐榜）                  | 20        |
| 英國（官方榜单公司單曲榜）              | 3         |
| 英國（官方榜单公司節奏藍調榜）          | 2         |
| 美国（《告示牌》百大單曲榜）            | 1         |
| 美國（《告示牌》Dance Club Songs）      | 39        |
| 美國（《告示牌》Hot R&B/Hip-Hop Songs） | 1         |
| 美國（《告示牌》Pop Airplay）           | 3         |
| 美國（《告示牌》Rhythmic Songs）        | 1         |

| Chart (2016)       | 最高 排位 |
| ------------------ | --------- |
| 韩国（Gaon单曲榜） | 64        |

| Chart (2000)                                    | Position |
| ----------------------------------------------- | -------- |
| 澳大利亚（澳大利亚唱片业协会单曲榜）            | 5        |
| 比利时（Ultratop佛兰德五十强单曲榜）            | 95       |
| 比利时（Ultratop瓦隆五十强单曲榜）              | 48       |
| 欧洲（《公告牌》European Hot 100 Singles）      | 59       |
| 法国（法国唱片出版业公会单曲榜）                | 66       |
| Iceland (Íslenski Listinn Topp 40)              | 26       |
| 荷兰（荷兰四十强音乐榜）                        | 41       |
| 荷兰（荷兰百强单曲榜）                          | 63       |
| 新西兰（新西兰唱片音乐协会单曲榜）              | 28       |
| 英国（官方榜单公司单曲榜）                      | 71       |
| 英国（《音樂週刊》城市榜）                      | 16       |
| 美国（Billboard Hot 100）                       | 6        |
| US Hot R&B/Hip-Hop Singles & Tracks (Billboard) | 11       |
| 美国（《公告牌》Mainstream Top 40）             | 19       |
| US Maxi-Singles Sales (Billboard)               | 3        |
| US Rhythmic Top 40 (Billboard)                  | 6        |

| 榜单（2000年-2009年）                | Position |
| ------------------------------------ | -------- |
| 澳大利亚（澳大利亚唱片业协会单曲榜） | 50       |

## 認證
| 地區                                                       | 认证    | 认证单位/销量 |
| ---------------------------------------------------------- | ------- | ------------- |
| 澳大利亚（澳大利亚唱片业协会）                             | 2× 白金 | 140,000^      |
| 比利时（比利時唱片音樂協會）                               | 金      | 25,000*       |
| 巴西（巴西唱片業協會） Homecoming Live Version             | 金      | 30,000‡       |
| 丹麦（國際唱片業協會丹麥分會）                             | 白金    | 90,000‡       |
| 法国（法國唱片出版業公會）                                 | 金      | 66,666‡       |
| 德国（聯邦音樂產業協會） Timbaland remix featuring Static  | 金      | 250,000‡      |
| 葡萄牙（葡萄牙唱片業協會）                                 | 金      | 20,000‡       |
| 西班牙（西班牙音樂製作協會）                               | 金      | 30,000‡       |
| 英国（英国唱片业协会）                                     | 2× 白金 | 1,200,000‡    |
| 美国（美國唱片業協會）                                     | 3× 白金 | 3,000,000‡    |
| *僅含認證的實際銷量 ^僅含認證的出貨量 ‡僅含認證的+實際銷量 |         |               |

## 發行歷史
| 地區           | 日期           | 格式                              | 唱片公司   | Ref.          |
| -------------- | -------------- | --------------------------------- | ---------- | ------------- |
| Japan          | 1999年10月14日 | Maxi CD                           | SME        | [ 9 ]         |
| United States  | 1999年11月1日  | Promotional recording             | Columbia   | [ 13 ] [ 87 ] |
| United States  | 2000年1月10日  | Urban contemporary radio          | Columbia   | [ 14 ]        |
| Australia      | 2000年1月31日  | Maxi CD                           | Sony Music | [ 11 ]        |
| United States  | 2000年2月29日  | 12-inch vinyl cassette CD maxi CD | Columbia   | [ 15 ]        |
| France         | 2000年3月13日  | Maxi CD                           | Sony Music | [ 19 ]        |
| United Kingdom | 2000年3月27日  | Cassette two maxi CDs             | Columbia   | [ 21 ]        |
| Germany        | 2000年4月10日  | Maxi CD                           | Sony Music | [ 22 ]        |
| France         | 2000年4月17日  | CD                                | Sony Music | [ 20 ]        |